# Boiga siamensis
Boiga siamensis là một loài rắn trong họ Rắn nước. Loài này được Nutaphand mô tả khoa học đầu tiên năm 1971.